# Joshua A. Norton
Joshua Abraham Norton (født ca. 1819, død 8. januar 1880), også kendt som hans kejserlige majestæt Kejser Norton, var en æret borger i San Francisco, der proklamerede sig som "Kejser af De Forenede Stater" og senere "Protektor for Mexico" 1859. Norton blev født i London i England, og tilbragte den største del af sin opvækst i Sydafrika. Han emigrerede til San Francisco efter at han i 1849 havde arvet $ 40.000 fra sin fars ejendom. Norton forsøgte sig en overgang som forretningsmand men tabte sin formue gennem investering i peruvianske ris.
Efter at han havde tabt en retssag, hvor han forsøgte at få sin riskontrakt ophævet, forlod Norton San Francisco. Han vendte nogle år senere tilbage som en excentrisk og tydeligt psykisk ubalanceret mand, som hævdede at han var kejser af Amerikas Forenede Stater. Selv om han ikke havde nogen politisk magt, og hans indflydelse kun rakte så langt som hans omgivelsers humor gjorde ham til, blev han behandlet respektfuldt i San Francisco, og valuta, som han udstedte i eget navn, blev accepteret af de forretninger, som han besøgte.
Selvom han blev anset for at være sindssyg, eller i det mindste meget excentrisk, fejrede San Fransiscos indbyggere hans majestætiske væsen og hans kundgørelser, af hvilken den meste kendte var hans "ordre" om, at USA's kongres skulle opløses med vold (hvilket kongressen og hæren ignorerede), samt hans mange forordninger om, at der skulle bygges en bro og en tunnel over San Francisco Bay. Den 8. januar 1880 faldt Norton om på et gadehjørne og døde inden han kunne få lægehjælp. Dagen derpå fyldtes San Franciscos gader af næsten 30.000 mennesker, som viste deres ære over for Norton Norton er blevet udødeliggjort i litteraturen af forfattere som Mark Twain og Robert Louis Stevenson, som baserede fiktive personer på ham, ligesom Morris og Goscinny i Lucky Luke-albummet Kejser Smith. I december 2004 blev der fremsat beslutningsforsalg om at opkalde San Francisco-Oakland Bay Bridge efter Norton, men idéen opnåede ikke opbakning.

## Opvækst
Norton blev født i England, men kilder giver forskellige oplysninger om hans fødselsdato og fødested. Hans nekrolog i San Francisco Chronicle citerede sølvpladen på hans kiste, der angav, at han var "omkring 65 år gammel", samt at hans fødeår kunne være 1814. Andre kilder hævder, at han blev født den 4. februar 1819 i London. Immigrationsdokumentet tyder på, at han var to år gammel i 1820, da hans forældre flyttede til Sydafrika. I følge sydafrikanske slægtsforskere var hans far John Norton (død i august 1848) og hans mor Sarah Norden. Sarah var datter af Abraham Norden og søster til Benjamin Norden, en succesrig jødisk handelsmand.
Norton emigrerede fra Sydafrika til San Francisco i 1849, da han modtog en arv på $ 40.000 efter sin far, der havde tjent gode penge på ejendomme og havde opbygget en formue på $ 250.000. Norton så forretningsmuligheder, da Kina, der stod overfor en alvorlig hungersnød, indførte eksportstop for ris, hvilket fik prisen på ris i San Francisco til at nå rekordhøjder fra 9 cents pr. kilo til 79 cents pr. kilo. Da han hørte, at Glyde, der var på vej tilbage fra Peru, medbragte 200 tons ris, købte han for $ 25.000 i håb om at få kontrol over rismarkedet. Den 22. december 1852 betalte han 2.000 dollars og underskrev en kontrakt om at betale den resterende del af de $ 25.000 inden for tredive dage.
Den følgende dag kom der en række skibsladninger ris fra Peru til San Franciscos havn, og resultatet blev, at prisen på ris faldt til tre cents pr. pounds. Norton forsøgte at opsige kontrakten og fremførte at sælgeren havde vildført ham om den mængde ris, der ville ankomme. Fra 1853 til 1857 var Norton og rishandlerne involveret i adskillige retstvister. Norton havde vundet sejr ved de lavere retsinstanser, men højesteret dømte Norton imod. Senere tog Lucas Turner and Company Bank udlæg i hans ejendom i North Beach for at betale hans gæld. Nortons psykiske tilstand blev alvorligt påvirket af de økonomiske tilbageslag. Han gik konkurs i 1858 og forlod byen en tid. Der findes ingen kilder, der antyder, at Norton havde en excentrisk personlighed før han mistede sin formue, så det vides ikke, om hans excentricitet var permanent eller opstod som følge af hans økonomiske ruin i 1850'erne. Norton blev, hvad der må betegnes som (i mangel af en egentlig diagnose) "underlig", udvisende symptomer på hvad der ofte beskrives som "storhedsvanvid".

## Karriere som "kejser"
Da Norton vendte tilbage til San Francisco fra sit selvvalgte eksil, var han blevet meget utilfreds med det han mente var omskiftelighed og mangler ved de amerikanske juridiske og politiske strukturer. Den 17. september 1859 tog han sagen i egen hånd og sendte breve til forskellige aviser i byen, hvor han proklamerede sig som "Kejser af De Forende Stater".
Efter opfordring og ønske fra et stort flertal af borgerne i De Forenede Stater erklærer og udnævner jeg, Joshua Norton, tidligere Algoa Bay, Cape Good Hope, og nu for de seneste 9 år og 10 måneder San Francisco, Californien, mig som kejser af USA; og i kraft af den myndighed, der er tilfaldet mig, beordrer og kommanderer jeg repræsentanterne for de forskellige stater i unionen at samles i Music Hall i denne by den 1. februar, og derefter foretage sådanne ændringer i unionens eksisterende lovgivning, som kan forbedre de plager, som landet lider under, og dermed foranledige tillid til at eksistere, både hjemme og i udlandet, til vores stabilitet og integritet.
NORTON I, kejser af USA.
Norton tilføjede senere "protektor for Mexico" til denne titel. Således begyndte hans mageløse og bizarre enogtyveårige "herredømme" over for USA.
I overensstemmelse med sin rolle som selvstændig kejser, udstedte Norton mange dekreter om statens forhold. Efter han antog at have fuld kontrol over landet, så han ikke behov for mere lovgivning, og den 12. oktober 1859 udstedte han et dekret, der formelt "opløste" Kongressen. I sin kundgørelse meddelte Norton:
...bedrageri og korruption forhindrer et retvisende og korrekt udtryk af folkets stemme, at åbne overtrædelser mod lovene sker konstant, forårsaget af pøbel, partier, grupperinger og tilbørlig indflydelse fra politiske sekter, at borgerne ikke har den beskyttelse af person og ejendom, som han er berettiget til.
Som følge af dette befalede Norton, at alle berørte parter skulle samles i Platt's Music Hall i San Francisco i februar 1860 for at "råde bod det påtalte onde".
I en anden kejserlig kundgørelse en måned tidligere kaldte Norton hæren til at afsætte de valgte medlemmer af kongressen:
EFTERSOM en gruppe mænd, som kalder sig selv den nationale kongres nu har virke i Washington City i modstrid med vor kejserlige befaling af seneste 12. oktober, som krævede afskaffelse af kongressen,
EFTERSOM det er nødvendigt for vor imperiums orden at den nævnte kundgørelse strengt efterleves
NU, DERFOR beordrer og befaler vi hermed generalmajor Scott, den øverstbefalende for vor hær, umiddelbart efter modtagelse af vort dekret, at fortsætte med passende styrke og rydde Kongressen.
Nortons ordrer havde tydeligvis ingen effekt på hæren, og kongressen fortsatte ligeledes sine aktiviteter uforstyrret. Norton udstedte flere dekreter i 1860, der havde til hensigt at opløse republikken og forbyde kongressen at samles. Nortons kamp mod de folkevalgte ledere kom til at vare, hvad han anså som hele sin regeringstid, men det ser ud til , at Norton endelig modstræbende accepterede at kongressen fortsætte med at eksistere uden hans tilladelse, selv om dette ikke ændrede hans holdning til spørgsmålet. I håbet om at løse de mange konflikter mellem USA's borgere under den amerikanske borgerkrig udfærdigede Norton et mandat i 1862, hvor han beordrede både den protestantiske og katolske kirke offentligt at vie ham som kejser.
Da hans forsøg på at vælte USA's valgte regering blev helt og holdent ignoreret, vendte Norton sin opmærksomhed og kundgørelse mod andre ting, både politiske og sociale forhold. Den 12. august 1869 "i ønsket om at neddæmpe de partipolitiske stridigheders uenighed, der nu findes i vort kejserrige" ville han afskaffe både det Demokratiske parti og det Republikanske parti. Da Nortons selvvalgte hjemby ikke blev nævnt med tilstrækkelig respekt udfærdigede han et særskilt strengt påbud i 1872:
Enhver, der efter behørig advarsel bliver hørt ytre det afskyelige ord "Frisco", hvilket ikke har nogen sproglig eller anden berettigelse, vil blive anset som skyldig i en stor forseelse, og skal som straf betale til den kejserlige statskasse femogtyve dollars."
Trods alle hans påhit og uanset hvordan hans psykiske tilstand var, kan det ikke benægtes, at Norton i visse tilfælde var visionær, og et antal af hans "kejserlige påbud" udviste stor forudseenhed. Blandt hans mange påbud fandtes instruktioner om at etablere et Nationernes forbund, og han forbød udtrykkeligt enhver form for uenighed eller konflikt mellem religioner eller deres retninger. Kejseren fandt det også hensigtsmæssigt ved en række lejligheder at beordre opførelsen af en hængebro eller tunnel for at forbinde Oakland med San Francisco, og hans senere kundgørelser blev mere og mere irriterede over den langsommelige reaktion fra myndighedernes side:
EFTERSOM vi udfærdigede vor kundgørelse som befalede borgerne i San Francisco og Oakland at finde midler til undersøgelse af en hængebro fra Oakland Point via Goat Island, også af en tunnel, og at afgøre hvilket der er det bedste projekt, og eftersom disse borgere hidtil har undladt opmærksomhed på vor kundgørelse, og eftersom vi er fast besluttet på at vor myndighed skal være fuldt respekteret, beordrer vi nu hærens arrest af begge byers styrer, hvis de vedbliver at ignorere vore kundgørelser.
Givet under vor kongelige hånd og sejl i San Francisco denne 17. dag i september, 1872.
Dette forslag, til forskel fra Nortons øvrige, blev faktisk virkeliggjort, men ikke på grund af ham. Broen mellem San Francisco og Oakland Bay blev påbegyndt den 9. juli 1933 og stod færdig den 12. november 1936.

## Liv som kejser
Norton tilbragte sine dage som kejser med at inspicere gaderne i San Francisco i en detaljerig blå uniform med slidte guldbelagte epauletter, som han havde fået af officer ved United States Armys post i Presidio of San Francisco. Han bar også en bæver-filthat pyntet med påfuglefjer og en roset. Ofte supplerede han denne majestætiske fremtoning med en stok eller en paraply. Under sine inspektioner undersøgte Norton fortovenes og sporvognenes tilstand, offentlige pladsers tilstand samt politiets udseende. Norton kunne også ofte give lange filosofiske udredninger om diverse emner til hvem som helst som tilfældigvis var inden for hørevidde.
Det var under af en sine inspektioner, at Norton siges at have udført en af sine mest berømte "diplomatiske" handlinger. Op gennem 1860'erne og 1870'erne, var der en række anti-kinesiske demonstrationer i San Franciscos fattige distrikter. Der udbrød i nogle tilfælde opstand, hvoraf nogle resulterede i dødsfald. Under en af disse hændelser skal Norton have stillet sig mellem oprørerne og deres kinesiske mål og med bøjet hoved have reciteret Fader vor flere gange indtil oprørerne forsvandt uden yderligere episoder.
Norton var elsket og værdsat af San Franciscos borgere. Selvom han ikke havde nogen penge, spiste han regelmæssigt på byens fineste restauranter. Restauranterne påtog sig siden af opsætte messingplader ved indgangen med teksten: "[b]y Appointment to his Imperial Majesty, Emperor Norton I of the United States." Sådanne "kejserlige anerkendelser" var meget værdsat og fremmede ligefrem handelen. Det hævdes også, at intet skuespil eller musikforestilling i San Francisco turde holde premiere uden at reservere balkonpladser til Norton.
I 1867 arresterede en politimand ved navn Armand Barbier Norton for at føre ham til tvangsbehandling på en psykiatrisk anstalt. Arrestationen oprørte San Francisco og førte til en række kritiske ledere i aviserne. Politichefen Patrick Crowley rettede hurtigt op på situationen og begærede Norton løsladt og gav en formel undskyldning på politiets vegne. Politichef Crowley anførte om den selvudnævnte monark "at han ikke havde udgydt noget blod, ikke stjålet fra nogen og ikke plyndret noget land, hvilket er mere end man kan sige om hans kollegaer i branchen", Norton var storsindet nok til at give den unge politimand en "kejserlig benådning". Muligvis på grund af denne skandale gjorde alle politibetjente herefter honnør for Norton når han passerede på gaden.
Norton modtog nogle små beviser på formel anerkendelse af sin selvudnævnte stilling. USA's folketælling fra 1870 angiver en Joshua Norton boende på 624 Commercial Street og angiver hans arbejde som "kejser". Norton lod også ved visse lejligheder udfærdige sine egne penge for at betale gæld, og disse blev accepteret som lokal valuta i San Francisco. Sedlerne blev trykt i valør fra 50 cent til fem dollar. De få sedler, der fortsat findes, er samlerobjekter. Byen San Francisco hædrede også Norton. Når hans uniform begyndte at se for slidt ud, indkøbte bystyret, med pomp og pragt, en passende majestætisk erstatning. Norton svarede med at sende dem en venlig takkeskrivelse og udfærdigede adelsprivilegier til hver af giverne.

## Senere år og død
I de senere år af Nortons "regeringstid" var han emne for mange rygter og spekulationer. I følge en populær historie var han søn af kejser Napoleon 3. af Frankrig og hævdede at han kom fra Sydafrika for at undgå forfølgelse. En anden populær historie hævdede at Norton planlagde at gifte sig med dronning Victoria. Påstanden kan ikke bekræftes, men Norton skrev breve til dronningen ved flere tilfælde og siges at have mødt den virkelige kejser Pedro II af Brasilien. Der gik også rygter om, at Norton var ekstremt rig og kun lod som om han var fattig, fordi han var gerrig.
Et antal kundgørelser, som sandsynligvis var falske, blev indsendt og trykt i lokale aviser, og det anses som sandsynligt, at i nogle tilfælde skrev avisredaktører selv fiktive påbud, som var tilpasset til deres egne interesser. Museum of the City of San Francisco opbevarer en liste over de kundgørelser, som man mener er ægte.
Om aftenen den 8. januar 1880 faldt Norton om på hjørnet mellem California Street og Dupont Street (nu Grant Avenue) foran Old St. Mary's Church på vej til en forelæsning ved California Academy of Sciences. Hans kollaps blev opdaget med det samme, og "politibetjenten på stedet skyndte sig at hente et køretøj for at føre ham til sygehuset." Norton døde inden han nåede frem. Den følgende dag publicerede San Francisco Chronicle hans dødsannonce på forsiden under overskriften "Le Roi est Mort" ("Kongen er død"). Morning Call, en anden ledende avis i San Francisco, havde en forsideartikel med overskriften: "Norton den første, af Guds nåde Kejser af De Forenede Stater og protektor af Mexico har forladt dette liv".
Det blev snart åbenbart, at Norton, trods rygterne om det modsatte, var død i fuldstændig fattigdom. Fem eller seks dollar i småmønter blev fundet på ham, og da man gennemsøgte hans værelse på Commercial Street fandt man en enkelt guldmønt til en værdi af omkring $ 2,50, hans samling af spadserestokke, hans helt skamferede sabel, nogle hatte, en fransk franc fra 1828 og en håndfuld af de kejserlige obligationer, han solgte til turister til en fiktiv rente på 7%. Der blev fundet forfalskede telegrammer, som blev opgivet som værende fra zar Alexander 2. af Rusland med gratulationer til Norton i anledning af hans forestående giftermål med dronning Victoria, og fra Frankrigs præsident, som forudsagde, at en sådan forening ville være katastrofal for verdensfreden. Også hans breve til dronning Victoria blev fundet samt 98 aktier i en nedlagt guldmine.
Da begravelsen blev forberedt, planlagde man først at anvende en kiste af enkelt rødtræ. Medlemmer af Pacific Club (en forretningsforening i San Francisco) oprettede dog en begravelsesfond, der betalte for en smuk kiste i rosentræ og arrangerede en værdig afsked.
Nortons begravelse var højtidelig, sørgelig og stor. Den blev "...besøgt af alle klasser fra kapitalister til fattig, kirkemand til lommetyv, velklædte damer og dem hvis beklædning tydede på socialt udstødte." I følge visse beskrivelser stod 30.000 på gaderne for at hædre Norton, og begravelsesoptoget var to miles langt. Han blev begravet på frimurernes begravelsesplads for byen San Franciscos regning.
I 1934 flyttedes Nortons legemelige rester, på byens bekostning, til en gravplads på Woodlawn Cemetery i Colma. Pladsen er markeret med en lille slidt sten med teksten "Norton I, Emperor of the United States and Protector of Mexico".

## Posthum anerkendelse
Selvom detaljerne i Norton livshistorie måtte være glemt, er han udødeliggjort i litteraturen. Mark Twain, der var bosat i San Francisco under en del af "Kejser Nortons regeringstid", formede personen Kongen i Huckleberry Finn efter Norton.
Robert Louis Stevenson gjorde Norton til en figur i sin roman fra 1892, The Wrecker. Titelfiguren i Lucky Luke-albummet Kejser Smith, af René Goscinny (tekst) og Morris (tegninger) er baseret på Norton.
Musik har udødeliggjort Norton i dixielandkompositionen Emperor Norton's Hunch, indspillet af blandt andre Lu Watters.
I årenes løb har Nortons excentricitet været kilde til inspiration. Han er skytshelgen i parodireligionen Discordianisme.
I januar 1980 afholdtes et antal ceremonier i San Francisco i anledning af 100-års jubilæet for Nortons bortgang. Nortons proklamationer, som beordrede en bro mellem San Francisco og Oakland, blev højtideligholdt den 14. december 2004, da San Franciscos byråd godkendte et forslag om, at det ny brospænd på San Francisco-Oakland Bay Bridge skulle navngives efter Norton. Forslaget skulle dog også godkendes af City of Oakland og siden af delstatsmyndighederne inden det kunne træde i kraft. Medlemmerne af Oaklands byråd udtrykte dog modstand, og forslaget blev aldrig vedtaget.